# Beats Electronics
Beats Electronics, LLC – amerykańskie przedsiębiorstwo zajmujące się produkcją sprzętu audio z siedzibą w Cupertino, w stanie Kalifornia, w Stanach Zjednoczonych.
Przedsiębiorstwo zostało założone przez rapera Dr. Dre oraz Jamesa „Jimmy’ego” lovine w 2006 roku. Produkuje głównie słuchawki o nazwie Beats by Dr. Dre i prowadzi serwis internetowy ze streamingiem muzyki Beats Music. W przeszłości wyposażało w głośniki telefony komórkowe marki HTC. Obecnym właścicielem Beats jest Apple, który zakupił ją za trzy miliardy dolarów, transakcja została zrealizowana w 2014 roku.

## Produkty
- Słuchawki
  - Beats X
  - Beats Pro
  - Beats Studio1
  - Beats Wireless
  - Beats Mixr
  - Beats Mixr Neo
  - Beats Solo
  - Beats Executive
  - Beats Solo HD
  - Beats Studio Wireless
  - Beats Tour
  - PowerBeats
  - PowerBeats Wireless
  - Heartbeats
  - Heartbeats 2.0
  - Diddybeats
  - JustBeats
  - iBeats
  - Urbeats
  - Beats EP
  - Beats Flex
- Stacje dokujące
  - Beatbox
  - Beats pill
  - Beats Pill XL
  - Beatbox Portable
- Technologie
  - Beats Audio